# Municipio Sucre (Yaracuy)
Sucre es uno de los 14 municipios del Estado Yaracuy, Venezuela. Está ubicado al centro de Yaracuy, tiene una superficie de 133 km² y una población de poco más de 19.000 habitantes. Su capital es Guama.

## Historia
Su capital Guama fue establecida en el año 1620 por Francisco de la Hoz Berrío con el nombre de San José de Guama,1 aun cuando se conoce de su origen prehispánico, como queda demostrado por el explorador alemán Nicolás de Federman, quien arribó a tierras venezolanas en 1530 y en su periplo visitó al poblado guameño, conformado exclusivamente por aborígenes Caquetíos, los cuales eran acérrimos enemigos de sus vecinos Ciparigotos, situados a dos leguas de distancia en otro poblado indígena denominado Cocorote.
José Antonio Páez héroe de la independencia de Venezuela y presidente de la república en dos ocasiones, vivió parte de su infancia y adolescencia en Guama, esta ciudad es un centro turístico porque aún se mantienen en pie las construcciones de los siglos XVIII y XIX.
En el año de 1995 por decisión de la asamblea legislativa del estado Yaracuy el municipio sucre se sesionaron en dos nuevos municipios: La Trinidad, y Arístides Bastidas.

## Política y gobierno
El municipio elige un alcalde cada 4 años un alcalde mediante elecciones universales, directas y secretas, gobernante que es asistido por un grupo de directores que lo auxilian en las funciones del gobierno y que son funcionarios de libre nombramiento y remoción.

### Alcaldes
| Período     | Alcalde                  | Partido político / Alianza | % de votos | Notas |
| ----------- | ------------------------ | -------------------------- | ---------- | --- |
| 1989 - 1992 | Daniel del Carmen Muñoz  | COPEI                      | 49,32      | Primer alcalde bajo elecciones directas                                                                                |
| 1992 - 1995 | Leonardo Hernández Garay | AD                         | 34,38      | Segundo alcalde bajo elecciones directas                                                                               |
| 1995 - 2000 | Leonardo Hernández Garay | AD                         | -          | Reelecto (se realizaron elecciones generales adelantadas en el 2000 debido a la aprobación de la Constitución de 1999) |
| 2000 - 2004 | Rosalbo Liscano          | PPT                        | 30,95      | Tercer alcalde bajo elecciones directas                                                                                |
| 2004 - 2008 | Leonardo Hernández Garay | AD                         | 25,79      | Cuarto alcalde bajo elecciones directas                                                                                |
| 2008 - 2013 | Luis Adrián Duque        | PSUV                       | 54,26      | Quinto alcalde bajo elecciones directas postergan 1 año las elecciones municipales pautadas para finales del 2012)     |
| 2013 - 2017 | Luis Adrián Duque        | PSUV                       | 63,92      | Reelecto |
| 2017 - 2021 | Luis Adrián Duque        | PSUV                       | 94,10      | Reelecto |
| 2021 - 2025 | Luis Adrián Duque        | PSUV                       | 51,13      | Reelecto |

### Concejo municipal
Período 1989 - 1992
| Concejales:              | Partido político / Alianza |
| ------------------------ | -------------------------- |
| Franklin Montero         | COPEI                      |
| Raul Tovar Ochoa         | COPEI                      |
| Alberto Rodríguez Lozada | COPEI                      |
| Euged Jayaro             | COPEI                      |
| José Utrera              | AD                         |
| Felicidad Camacho        | AD                         |
| Luis Alberto Sierra      | AD                         |

Período 1992 - 1995
| Concejales:             | Partido político / Alianza |
| ----------------------- | -------------------------- |
| Franklin Montero        | COPEI                      |
| Zoila Liscano de Mujica | COPEI                      |
| Raul Tovar Ochoa        | COPEI                      |
| Nilcia Sánchez          | COPEI                      |
| Bruno Calderon          | COPEI                      |
| José Rodríguez Barico   | AD                         |
| José Adán Robles        | AD                         |

Período 1995 - 2000
| Concejales:           | Partido político / Alianza |
| --------------------- | -------------------------- |
| José Rafael Villegas  | AD                         |
| Ines María Guedez     | AD                         |
| Alexis Guevara        | AD                         |
| Aldo Gregorio Linares | COPEI                      |
| Nilcia Sánchez        | COPEI                      |
| Euned Jayaro          | CONVERGENCIA               |
| Arnoldo Alejos        | CONVERGENCIA               |

Período 2013 - 2018:
| Concejales        | Partido político / Alianza |
| ----------------- | -------------------------- |
| Rolando Alejos    | PSUV                       |
| Loldan Hernanadez | PSUV                       |
| Glenda Castillo   | PSUV                       |
| Hector Duque      | PSUV                       |
| Ligia Arrieche    | PSUV                       |
| Zoleyma Garrido   | PSUV                       |
| Carolina Bermúdez | PSUV                       |

Período 2018 - 2021
| Concejales       | Partido político / Alianza |
| ---------------- | -------------------------- |
| Yasmin Tellechez | PSUV                       |
| Pedro Verástegui | PSUV                       |
| Rosendy Tovar    | PSUV                       |
| Rolando Alejos   | PSUV                       |
| Gerardo Gonzalez | PSUV                       |
| Hector Duque     | PSUV                       |
| Mercedes Peña    | PSUV                       |

Período 2021 - 2025
| Concejales       | Partido político / Alianza |
| ---------------- | -------------------------- |
| Rolando Alejos   | PSUV                       |
| Rosendy Tovar    | PSUV                       |
| Yasmon Tellechez | PSUV                       |
| Pedro Verástegui | PSUV                       |
| Rafael Camacho   | PSUV                       |
| Mirian Graterol  | PSUV                       |
| José Caldera     | MUD                        |